# Flurdenkmal

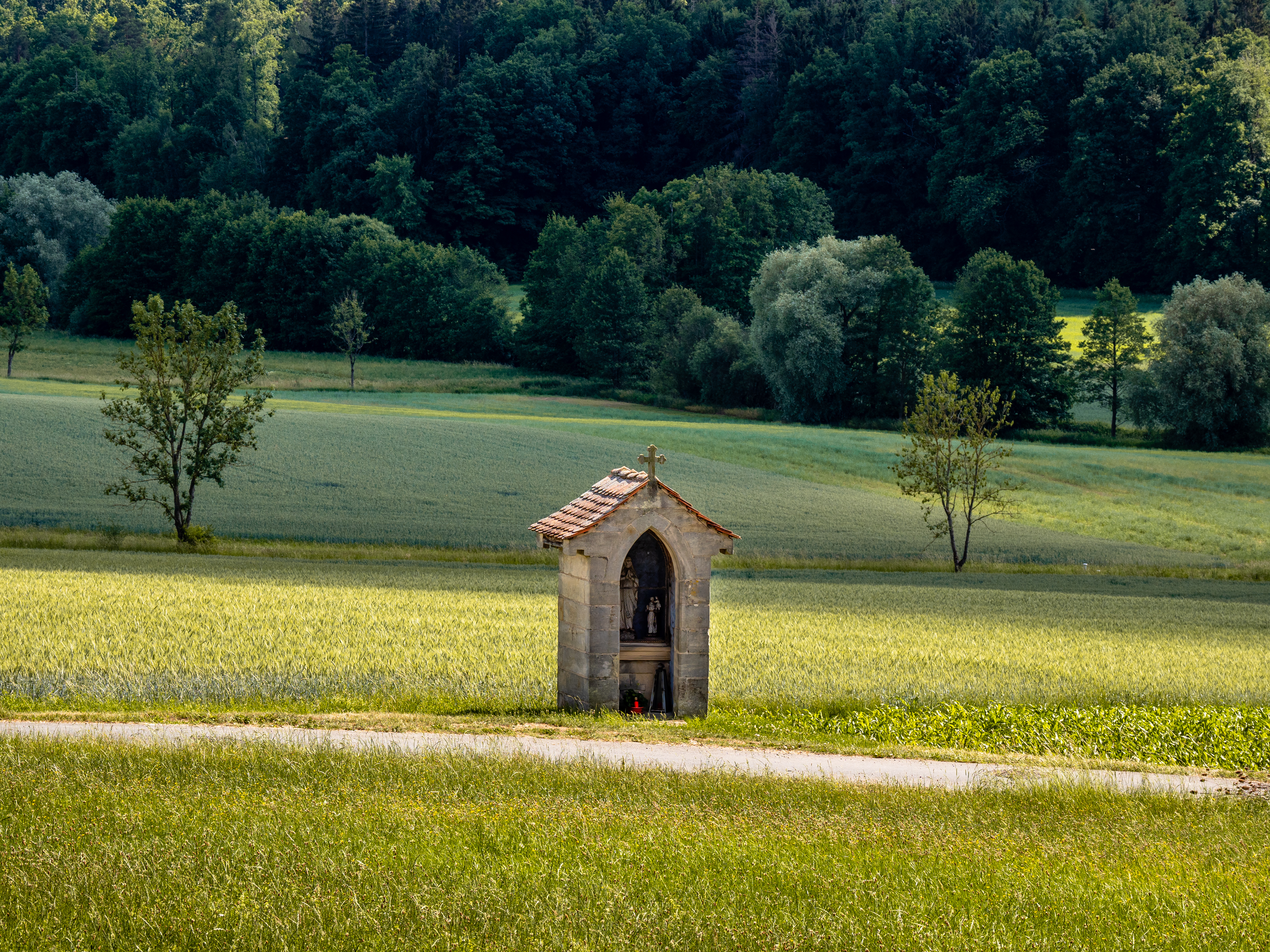
Feldkapelle bei Windischletten in Oberfranken

Ein Flurdenkmal ist ein Denkmal an Wegen, im Wald und in der Flur. Von weltlichen Flurdenkmälern wie Grenzsteinen, Kilometersteinen und Sühnekreuzen sind religiöse Flurdenkmäler in Form von Wegkreuzen, Bildstöcken und kleinen Feldkapellen zu unterscheiden. Als historische Kulturlandschaftselemente geben Flurdenkmale Zeugnisse menschlichen Handelns ideeller, geistiger und materieller Art, die als solche für die Geschichte des Menschen an einem bestimmten Ort bedeutsam sind. Sie prägen die altbäuerlichen Kulturlandschaften und erinnern an die Frömmigkeit und Gesinnung der Bevölkerung. Die Kleindenkmale spiegeln neben persönlichen Schicksalen und Tragödien auch tiefgreifende Ereignisse wie Kriege, Hungersnöte, Krankheiten und Elementarkatastrophen wider.

## Entstehung und Funktion

### Religiöse Flurdenkmäler
Religiöse Flurdenkmale (Feldkreuze, Bildstöcke, Feldkapellen) wurden meist von Privatpersonen aufgrund vielfältiger Anlässe errichtet. Sie haben die Funktion des Gemahnens, Erinnerns und Abwehrens vom Bösen. Daneben dienen sie als Schutz und fungieren als Segenszeichen. Neben Dank für Rettung, Genesung von schwerer Krankheit oder Heimkehr aus Krieg war oft die Erfüllung eines Gelübdes ursächlich für die Aufstellung eines Flurdenkmales.

#### Bildstöcke

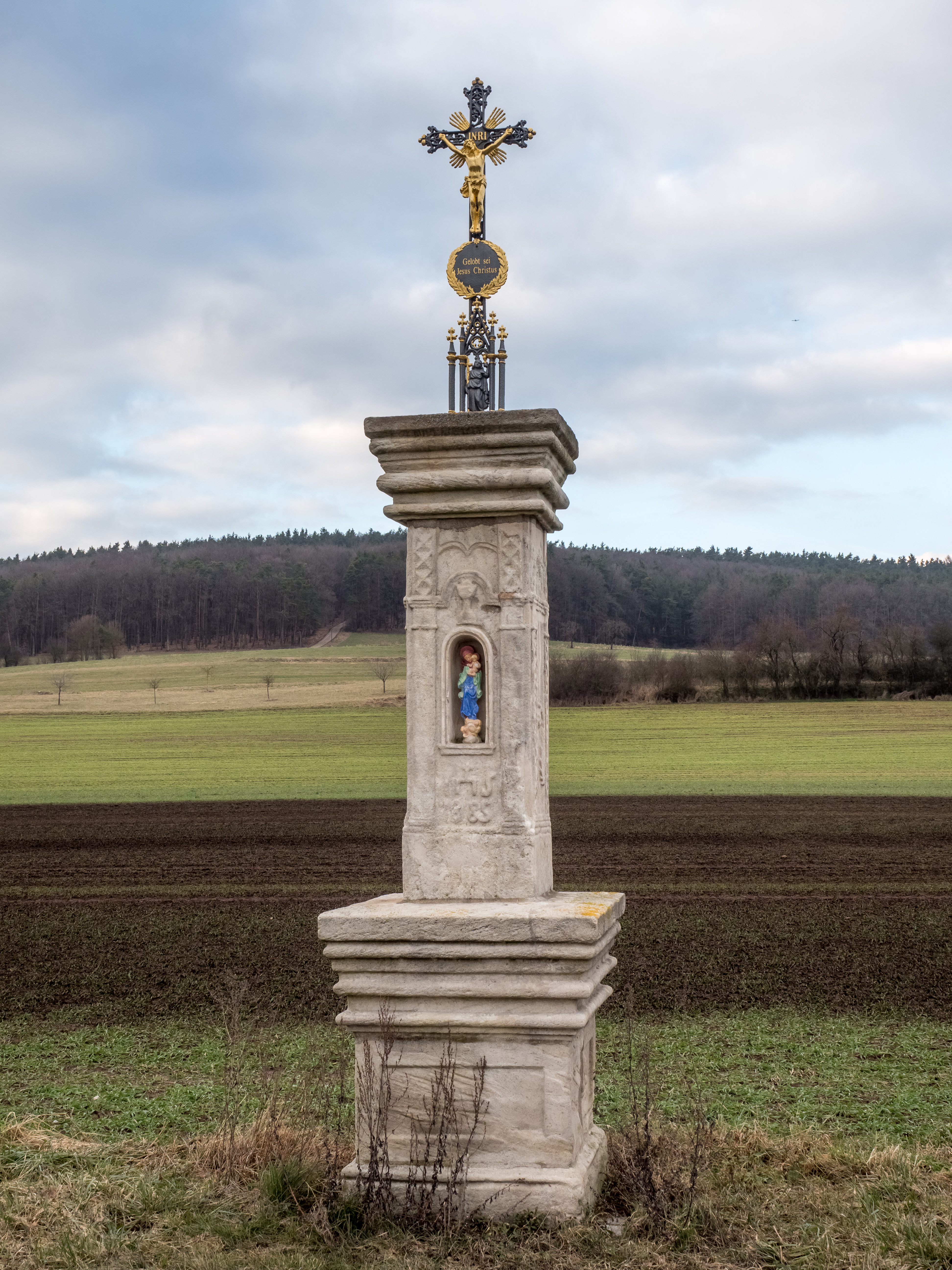
Martersäule zwischen Greuth und Stiebarlimbach

Bildstöcke sind im Freien, meist an öffentlichen Wegen errichtete religiöse Wahrzeichen. Diese religiösen Kleindenkmale sind Ausdruck tiefer Frömmigkeit vorangegangener Generationen. Gegliedert ist der Bildstock in einen Pfeiler oder eine Säule als vertikales Element und einem religiösen Bildwerk als Bekrönung oder in Form einer Nische. Der Bildinhalt ist überwiegend durch religiöse Motive geprägt und markiert Wallfahrtswege vorwiegend in Franken.
In Bayern und Österreich kommen Marterl vor, die an einen Unglücksfall mit einem glücklichen oder unglücklichen Ausgang erinnern. Die dramatische Geschichte wurde meist mit Inschriften und Bildern erläutert. Martersäulen sind bereits aus dem Mittelalter bekannt.
Die Kleindenkmale werden in Bayern und Österreich daneben als Martern, Marterl, Matersäulen und Bildsäulen bezeichnet.

#### Feldkapellen
Feldkapellen stellen Kirchengebäude mit niederem kirchlichen Rang abseits von Orten und Wohngebäuden dar. Die Kapelle kann lediglich für den Privatgottesdienst nicht aber für den öffentlichen Gottesdienst genutzt werden.
Das Landschaftsbild wird durch die Aufstellung von Feldkapellen aufgewertet. Für Wanderer stellen die Standorte meist geeignete Rastplätze und Bildmotive dar. Die sakralen Kleinodien weisen unterschiedliche Stilformen auf und sind optisch kaum von kleinen Kirchen zu unterscheiden. Feldkapellen wurden für Gelöbnisse und zum Dank für das Überstehen von Kriegen, Krankheiten, Hungersnöten und Naturkatastrophen (wie beispielsweise Lawinen, Muren und Überschwemmungen) errichtet.

#### Feldkreuze

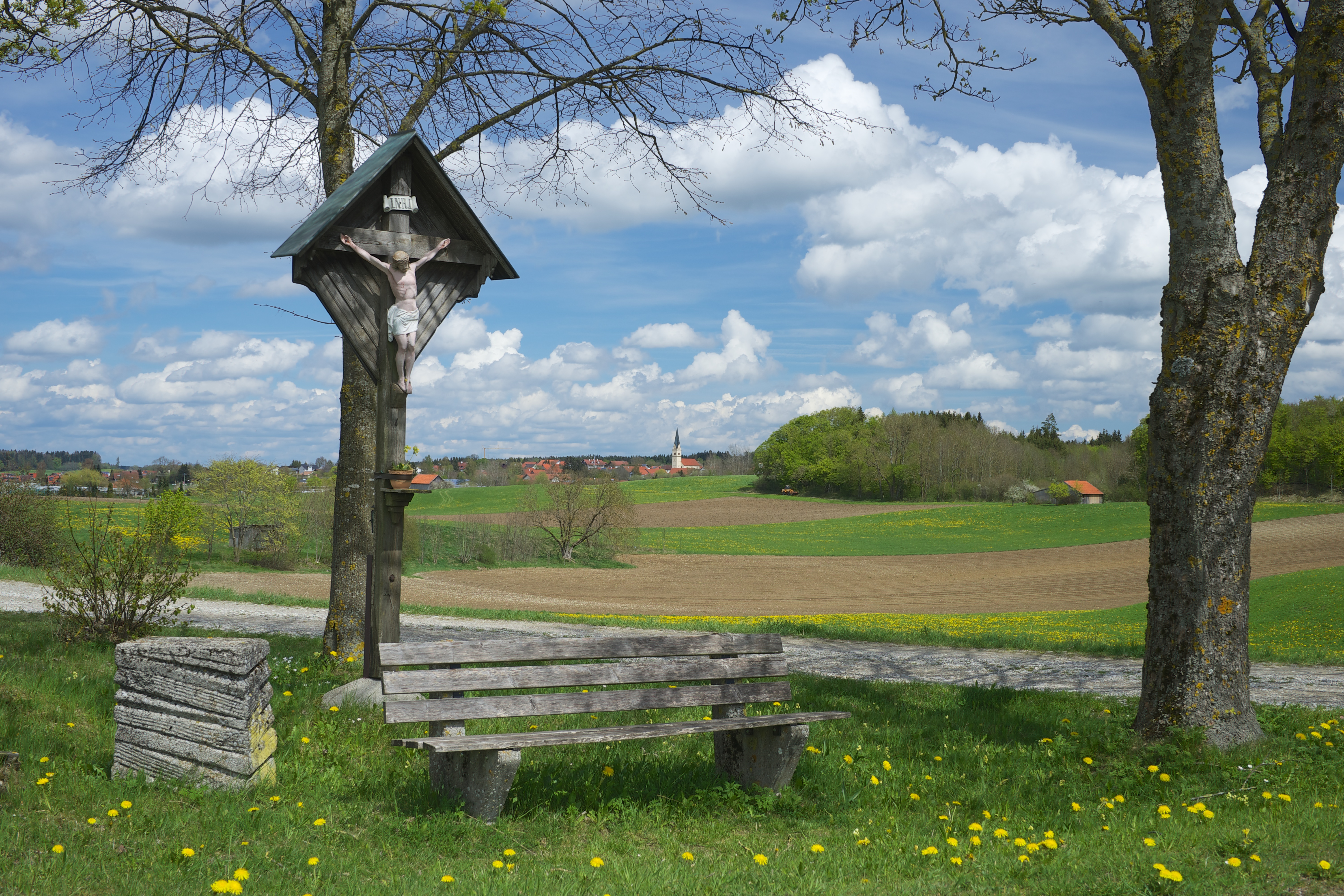
Feldkreuz im bayerischen Landkreis Landsberg am Lech

Religiöse Inschriften von Feldkreuzen beinhalten auch Bitten für Gottessegen der Felder, um vor Missernten und Hungersnöten zu schützen. Teilweise gehen diese Feldkreuze auf heidnische Traditionen zurück und wurden in eine christliche Form umgewandelt.

#### Wegkreuze
An ehemaligen Kreuzungspunkten zweier Wege wurden bereits im Mittelalter Wegkreuze errichtet. Wegkreuzungen galten zu dieser Zeit aufgrund von Überfällen als unheimliche Orte. Um den Einfluss von bösen Mächten zu bannen, wurden Wegkreuze aufgestellt.

#### Totenbretter
Um der Toten zu gedenken, wurden im altbaierischen Raum, insbesondere im Bayerischen Wald und Oberpfälzer Wald Totenbretter in die Landschaft gestellt. Bis zum Begräbnis wurden die Toten auf diesen Brettern aufgebahrt und danach wurden die Bretter mit Lebensdaten der Verstorbenen und Gedenksprüchen an Wegrändern errichtet.

### Weltliche Flurdenkmäler

#### Sühnekreuze / Sühnesteine / Steinkreuz / Kreuzstein

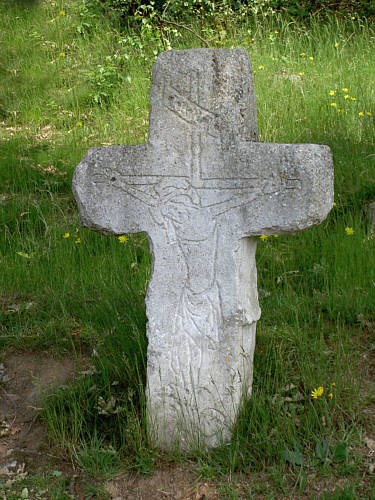
Steinkreuz in der Oberpfalz

Bis in das Mittelalter reicht die Geschichte der alten Sühnekreuze zurück. Die archaische Form der Steinkreuze deutet die Funktion als Bestandteil der mittelalterlichen Strafordnung bereits an. Zur Sühne von Mord und Totschlag mussten nach einem offiziellen Urteilsspruch die unscheinbaren Kreuze vom Täter am Ort des Geschehens errichtet werden. Neben Scheibenkreuzen und Kreuzstelen wurden häufig Kreuzsteine verwendet.
Mordopfersteine wurden für unbekannte Täter eines Mordopfers in Form von Kreuzsteinen errichtet.

Steinkreuze und Kreuzsteine wurden auch als kollektive Gedenksteine für Massenbegräbnisse gesetzt. 

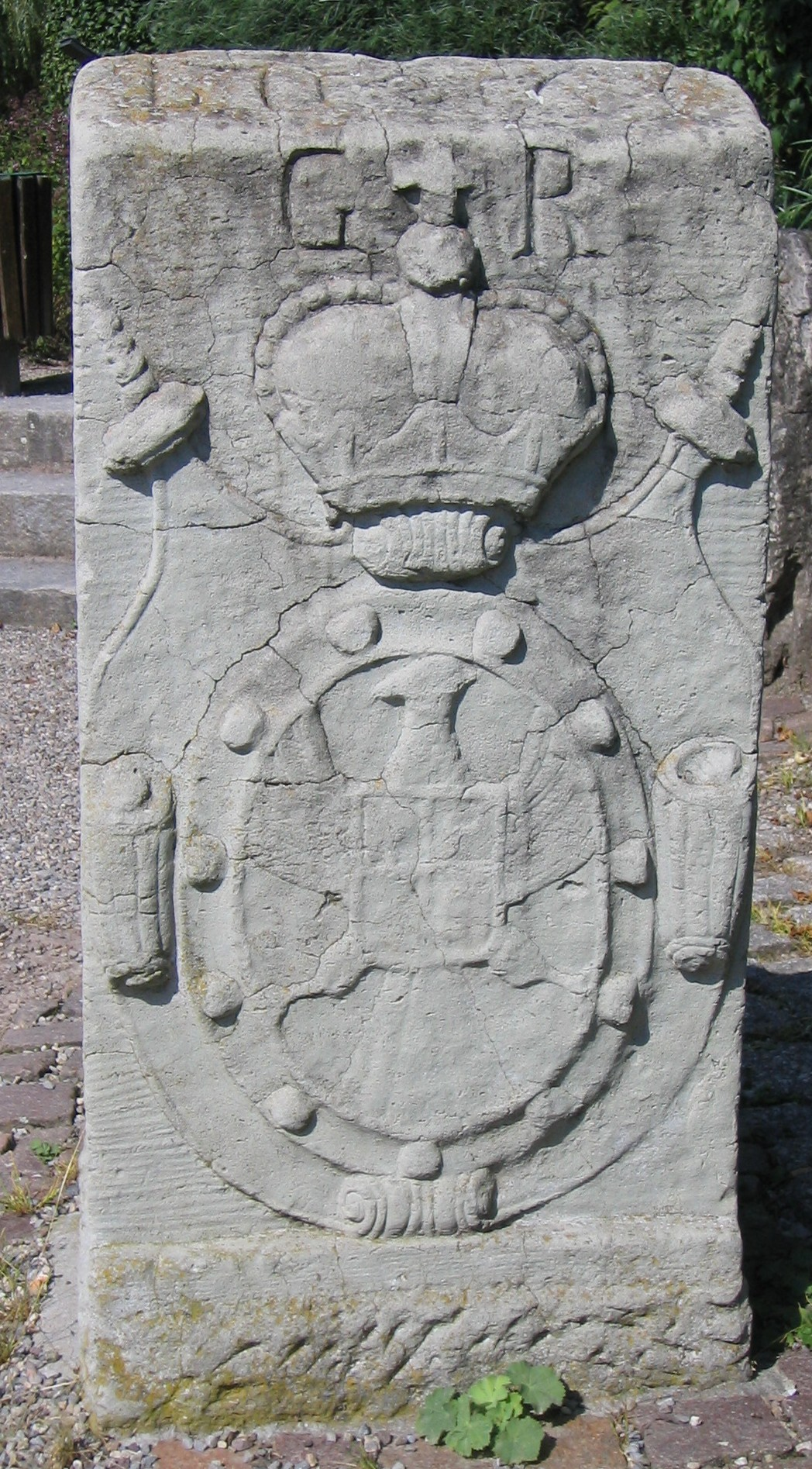
Grenzstein mit Wappen des Fürstenhauses Fürstenberg (1767)

#### Grenzsteine
Grenzsteine sind Kennzeichnungen von Grenzpunkten einer Flurstücksgrenze. Die steinernen Zeugnisse historischer Grenzen zeigen die politischen und kulturellen Entwicklungen von Kulturlandschaften über mehrere Jahrhunderte hinweg – häufig gültig bis in die Gegenwart – nachvollziehbar auf. Die bearbeiteten Steine weisen einen rechteckigen, dreieckigen oder runden Grundriss auf, wobei die Höhe meist größer als Breite ist.
Eine Sonderform des Grenzsteines stellen Fraischsteine dar.

#### Kilometersteine

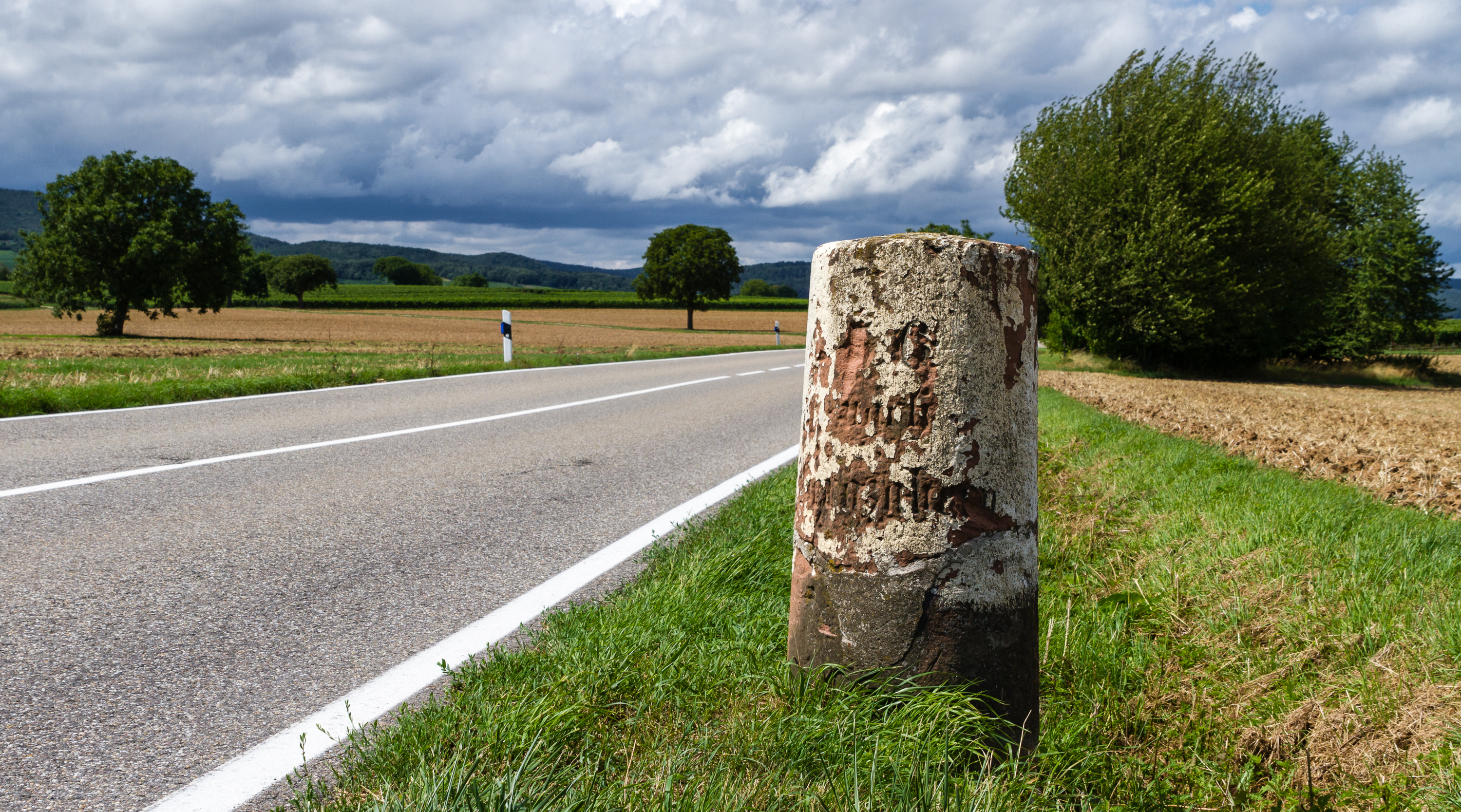
Historischer Kilometerstein aus der zweiten Hälfte des 19. Jahrhunderts im Landkreis Südliche Weinstraße, Rheinland-Pfalz

Entlang von Handelswegen wurden im 19. Jahrhundert häufig Kilometersteine aufgestellt, um den Abstand zu größeren Städten anzugeben. Die Steine wurden oft in regelmäßigen Abständen am Rande von Verkehrstrassen errichtet.
Die Vorläufer der Kilometersteine stellen die sogenannten Meilensteine oder Postmeilensteine dar. Die Postmeilensteine wurden im 18. und 19. Jahrhundert auf deutschen Territorium aufgestellt. Die Steine variierten in Form, Größe, Beschaffenheit und Beschriftung. Die Meilensteine wurden anfänglich für die Post systematisch angelegt. Sie dienten zur Festsetzung der Höhe der Kosten für die Personenbeförderung sowie zur Regelung der Paket- und Geldporte. Ab 1872 wurde das metrische Einheitensystem in Deutschland eingeführt, danach wurden die Meilensteine teilweise umgesetzt und durch Kilometerangaben ergänzt.

## Verbreitung
Aufgrund der Heiligen- und Bilderverehrung sind bestimmte Arten von Flurdenkmäler wie z. B. Wegkreuze, Bildstöcke und Flurkapellen in katholischen Gegenden wesentlich weiter verbreitet als in protestantischen. Nach der Reformation wurden aufgrund der Distanzierung der Protestanten von religiösem Bildwerk kaum mehr Flurkreuze oder Bildstöcke in den evangelischen Gebieten errichtet. In Unterfranken und Oberfranken ist anhand der Ausstattung der Kulturlandschaft mit religiösen Flurdenkmalen die konfessionelle Prägung von Orten erkennbar. Religiöse Flurdenkmäler sind daher in Norddeutschland weniger verbreitet als in Süddeutschland, Österreich und Südtirol.

## Forschungen und Forschungsgemeinschaften
Seit den 1960er Jahren werden Kreuzsteine und Steinkreuze sowie ihnen formal verwandte Monumente als Flurdenkmäler unter den Kleindenkmälern, zu welchen zum Teil auch Grabmäler, wie Stelen gerechnet werden, von der Deutschen Steinkreuzforschung erforscht. Diese setzt sich wie folgt zusammen:
- Die Arbeitsgemeinschaft Denkmalforschung (AGD) in Niedersachsen stellte sich zur Aufgabe, für Aufnahme, Erhalt, Pflege und Klärung der sozialen Zusammenhänge, die zur Errichtung und Aufstellung der Klein- und Flurdenkmale führten, zu sorgen. Ihr Sitz ist in Trebur und ihre Schriftenreihe Das Kleindenkmal (Materialsammlung: Steinkreuze und Kreuzsteine, Jagd- und Forstdenkmale). Hierin wird die alte und neuere Literatur zum Forschungsgebiet veröffentlicht. In regelmäßig stattfindenden Tagungen werden alle zwei Jahre die neuesten Forschungsergebnisse diskutiert.
- Die ältere Forschungsgemeinschaft Deutsche Steinkreuzforschung (gegründet 1932) nimmt die gleichen Aufgaben wie die AGD wahr. Zusätzlich werden Bildstöcke und historische Grenzzeichen erfasst, d. h. Denkmäler, die vor allem rechts- und religionsgeschichtlich interessant sind. Hierbei handelt es sich ursprünglich um eine Bürgerinitiative, die sich mit den Flurdenkmalen im fränkischen und oberpfälzischen Raum beschäftigt.
- Die AFO (Arbeitskreis für Flur- und Kleindenkmalforschung in der Oberpfalz e. V.) nimmt die gleichen Aufgaben wie die AGD e. V. für den Bereich Oberpfalz war. Seit 1978 erscheint jedes Jahr ein Band der Reihe Beiträge zur Flur- und Kleindenkmalforschung in der Oberpfalz (BFO).
- Seit 1982 regelmäßige Tagungen „Ostbayerische Jahrestagung der Flur- und Kleindenkmalforscher“.
- Ferner hat sich der Arbeitskreis Internationale Steinkreuzforschung (ISF) gebildet, in welchem Gruppen von Wissenschaftlern, Hobby- und Laienforschern die vergleichbare Aufnahmen wahrnehmen und diese in der Schriftenreihe Steinkreuzforschung dokumentieren.
- Schließlich sei noch die Archäologische und Volkskundliche Arbeitsgemeinschaft Dieburg e. V. (AVA ... Dieburg e. V.) genannt. Hierbei handelt es sich um einen Verein für Stadt- und Heimatgeschichtsforschung, der 1970 von Bürgern gegründet wurde. Sie unterstützen mit ihrem Verein die lokale Bodendenkmalpflege, und die Aufgaben dieser Arbeitsgemeinschaft sind mit denen der AGD vergleichbar. Sie gibt zwei Schriftenreihen heraus.